# 汚物は消毒です
『汚物は消毒です』（おぶつはしょうどくです）は、田口ケンジによる日本の漫画。『サンデーうぇぶり』（小学館）にて、2016年11月20日から2018年7月15日まで連載された。前作『姉ログ 靄子姉さんの止まらないモノローグ』連載終了後の打ち合わせで「お掃除豆知識ネタ」を提案したところあっさり通り、キャラ・舞台設定していく中で「義理の姉弟!!これぞすべての条件をクリアしている、最強の設定!!」といった経緯で本作ができあがったとのこと。

## あらすじ
親の再婚から、姉弟になったズボラな司ときれい好きなましろ。ふたりは掃除を通してお互いの距離を縮めていく。

## 登場人物

### 主要人物
清家 ましろ（せいけ ましろ）
本作の主人公兼ヒロイン。16歳の女子高校生→第70話のラストで高校3年生に進級。司とは別の学校に通っている。
銀髪碧眼の凛とした美少女。極度の潔癖症かつ綺麗好き。掃除のことになると饒舌になるが、興奮すると突飛な言動に走り、毎回のように司からツッコまれている。また、掃除の話を語り出すと周りが見えなくなり回想に走りつつ、掃除の豆知識を語り出すこともある。
掃除の話が多いせいか、司とお互いの好みの話などをしたことがない。
母親の影響か、会話は普段から敬語である。
幼いころは食べこぼしをしたり、泥だらけの靴下で家に上がったりしていたらしい。
清家 司（せいけ つかさ）
本作のもう1人の主人公。ましろの義弟。15歳の男子高校生→第70話のラストで高校2年生に進級。旧姓は古屋（ふるや）。
ましろとは対照的にズボラな性格。自宅の部屋には私物が乱雑しているが、ましろの影響で自分から進んで掃除をするなど、少しずつ生活スタイルに変化が見られる。掃除中は、興奮し、突飛な言動に走るましろのツッコミを担当している。

### その他の登場人物
葛巻 美樹（くずまき みき）
ましろの友人。第6話より登場。髪型はウェーブの利いたツインテール。いわゆるギャル。司と同じく、掃除中に突飛な言動に走るましろのツッコミを担当している。
空き缶を拾ったときに、偶然司と出会い、ゴミ箱のことで司と会話していたときに、ましろが現れ、ましろが話していた義弟が司だと知った。
荒井 透子（あらい とうこ）
司の幼馴染。同じ高校に通っている。第9話より登場。赤褐色のショートヘアで、瞳の色も赤褐色。司が清家家に越してくる前は近所同士だったこともあり、司とツルんでいた仲で、お互いのことをよく知るが、第13話では新しい家族ができてからの司の変化にヤキモキしている。
司に好意を抱いており、第43話で美樹にそれを打ち明け、第58話で司に告白する。
ましろの実母（仮称）
第15話から登場。ましろ同様、銀髪碧眼。故人。ましろが幼いころに病気で亡くなったこと以外は語られておらず、司曰く「ましろ姉の母親の話題がこの家で出たことはない」とのこと。作中ではましろの回想シーンや写真でのみ登場。
ましろの回想にて生まれつき病弱で、母のために掃除をするようになったこと、これがましろの潔癖症のきっかけだったことが語られた。
清家 露乃（せいけ つゆの）
司の実母で、ましろの継母。第21話より登場。目つきは司似。司曰く「前に住んでいたアパートではしょっちゅう酔いつぶれて」寝てしまう、ましろに絡む、居酒屋気分など、かなりの酒好きで、司から注意されている。
清家 博（せいけ ひろし)
ましろの実父で、司の継父。第35話より登場。とても穏やかな性格で、「幸せだ」が口癖。
古屋 つぐみ（ふるや つぐみ）
司の異母妹。第65話より登場。7歳。司を「おにいちゃん」と呼ぶ。
司の現在の家に一人で訪れ一泊、翌日司と実家に帰る。父親から兄の存在を既に聞かされている。
第68話で司と会う約束をして別れた。
司の父親（仮称）
司とつぐみの実父。第67、68話で登場。
司が小さいころに浮気、家出し、再婚、つぐみが生まれる。かつての家族を捨てたことを後悔している。
つぐみの母親（仮称）
番外編4コママンガ「冒険の終わり」で後ろ姿のみ登場。

## 4コママンガ
各巻の表紙では、本編では語られない登場人物たちの日常を描く。本編では、各話の番外編を描く。

## 書誌情報
- 田口ケンジ『汚物は消毒です』小学館〈少年サンデーコミックス〉、全7巻
  1. 2017年6月12日発売、ISBN 978-4-09-127613-1
  2. 2017年9月12日発売、ISBN 978-4-09-127825-8
  3. 2017年11月10日発売、ISBN 978-4-09-127895-1
  4. 2018年2月9日発売、ISBN 978-4-09-128109-8
  5. 2018年5月11日発売、ISBN 978-4-09-128286-6
  6. 2018年7月12日発売、ISBN 978-4-09-128405-1
  7. 2018年9月12日発売、ISBN 978-4-09-128491-4